# Avinyonet de Puigventós
Avinyonet de Puigventós is een gemeente in de Spaanse provincie Girona in de regio Catalonië met een oppervlakte van 13 km². Avinyonet de Puigventós telt 1.587 inwoners (1 januari 2016).

## Demografische ontwikkeling
Bron: INE, 1857-2011: volkstellingen